# Partido Comunista de Transnistria
El Partido Comunista de Transnistria (en ruso: Коммунистическая партия Приднестровья) fue un partido político de Transnistria de ideología marxista-leninista. Durante varios años su líder fue Vladimir Gavrilchenko, quien falleció en 2013.
Estaba considerado como un partido comunista conservador en comparación con el Partido Comunista Transnistrio.
El partido mantenía estrechas relaciones con grupos políticos rusos y estaba afiliado al Partido Comunista de la Unión Soviética, dirigido por Oleg Shenin. El partido se manifestaba favorable a la independencia de Transnistria, pero se opuso al gobierno del expresidente Igor Smirnov.
Actualmente no tiene representación en el parlamento y aunque no presentó candidatos en las elecciones del 29 de noviembre de 2015, dio su apoyo a Nadezhda Bondarenko, postulante del Partido Comunista Transnistrio, el cual obtuvo el tercer lugar con un escaño, mientras que los candidatos independientes obtuvieron ocho escaños.
Durante las elecciones presidenciales de 2011, Vladimir Gavrilchenko no se postuló para presidente, sino que anunció su apoyo a Igor Smirnov. También ingresó en la Unión Popular propresidencial, que consolidó 20 organizaciones públicas y uniones cívicas diferentes. Después de que se anunciaron los resultados de la primera ronda el 12 de diciembre de 2011 y se hizo obvio que el presidente en funciones Igor Smirnov perdió las elecciones, Vladimir Gavrilchenko junto con otros partidarios apareció en la reunión especial de la Unión Popular y llamó a anular los resultados de las elecciones, para cambiar la composición de la Comisión Electoral Central e introducir un estado de emergencia en Transnistria para darle a Smirnov la capacidad de permanecer en el poder. Esta acción, sin embargo, no tuvo resultados ya que Igor Smirnov decidió renunciar pacíficamente. El 11 de marzo de 2013, Vladimir Gavrilchenko murió a la edad de 63 años. Después de su muerte, el Partido Comunista Transnistrio colapsó y la mayoría de sus miembros se unieron al Partido Comunista Pridnestrovie de Oleg Khorzhan. El cargo de presidente del Partido Comunista de Transnistria sigue vacante a partir de agosto de 2013 y no está claro si el partido continuará existiendo.